# Simo Salminen (Musiker)
Simo Salminen (* 16. Dezember 1956 in Helsinki; † 3. März 2014 ebenda) war ein finnischer Jazztrompeter (auch Flügelhorn).
Salminen begann seine Musikerkarriere in den 1970er-Jahren und spielte in verschiedenen finnischen Jazz-Orchestern, wie in der Finnish Big Band (von Seppo „Paroni“ Paakkunainen), der Tapiola Big Band, Paradise und im UMO Jazz Orchestra unter Heikki Sarmanto und Esko Linnavalli. 1978 zog er in die Vereinigten Staaten, wo er Mitglied der Buddy Rich Big Band war (The Man from Planet Jazz 1980) und u. a. auch in den Orchestern von Eddie Palmieri und Machito spielte. 1983 kehrte er in seine Heimat zurück. Im Bereich des Jazz war er zwischen 1974 und 1985 an vierzig Aufnahmesessions beteiligt, u. a. auch mit Mel Lewis, Jukka Gustavson, Eero Koivistoinen, Lasse Mårtenson, Seppo Rannikko, Jarmo Savolainen sowie der  Pori Big Band & Ernie Wilkins. Als Studiomusiker arbeitete er auch für Mike Oldfield (Exposed ).